# Echinotriton andersoni
El tritón cocodrilo de Anderson (Echinotriton andersoni) es una especie de salamandra del género Echinotriton (no confundir con salamandra Anderson), que habita en las Islas Ryūkyū (Japón) y, posiblemente, en el norte de Taiwán, donde todavía no se considera formalmente extinta.
Se trata de una salamandra oscura plana, que posee una cabeza ancha triangular. Tiene una serie de glándulas que recorren su espalda en dos hileras y que pueden variar en color del rojo al amarillo. Puede medir entre 80 y 170 mm.